# 大石達也 (野球)
大石 達也（おおいし たつや、1988年10月10日 - ）は、福岡県太宰府市出身の元プロ野球選手（投手、右投左打）、プロ野球コーチ。

## 経歴

### プロ入り前
小学2年時にソフトボールを始めた当初から投手で、中学生時代に、ボーイズリーグのホークス大野城ボーイズで本格的に野球を始めた。外野手を兼ねていた中学3年時には、吉川光夫などと共に、ボーイズリーグの九州選抜に選ばれた。中学校での1学年先輩に、野上亮磨がいる。
福岡大大濠高のOBである大野城ボーイズ監督からの勧めで、中学校からの卒業後に福岡大大濠高校へ進学すると、1年時の春から左翼手のレギュラーとして活躍。エースの座をつかんだ2年時の秋に、福岡県南部大会の準々決勝で、7回参考記録ながらノーヒットノーランを達成した。3年夏の選手権福岡大会初戦で押し出し死球を与えてサヨナラ負けを喫するなど、在学中は甲子園球場の全国大会と無縁であったが、ストレートで最速145km/hを記録。九州屈指の右投手として注目されたが、監督の後輩（OB）に應武篤良がいる縁で、当時應武が野球部の監督を務めていた早稲田大学へ進学した。
早稲田大学への入学当初は、投手として東京六大学野球で先発することを希望していた。しかし、「日本一の遊撃手になれる」と應武に評価されていたため、入学前の練習では実戦経験のほとんどない遊撃を守っていた。結局、その練習中に右指の裂傷や剥離骨折に見舞われたため、入学後は希望どおり投手で登録。リーグ戦では、1年時の春季から主に救援で登板すると、1年時の秋季から3年時の春季まで、4シーズンにわたって38回2/3イニング連続無失点を記録した。3年時の秋季リーグ戦では、リーグの規定投球回に初めて到達した末に、ベストナインに選ばれた。その一方で、先発でも通算で3試合に登板。1年時の秋季に、5回1被安打無失点という内容で、先発デビューを白星で飾ったものの、3年時の春季には、前述した連続無失点記録を背景に2回目の先発へ臨んだものの、5回8被安打4失点という内容で記録がストップ。3年時の秋季に4回9被安打6失点という内容で先発登板を終えると、同級生の斎藤佑樹や福井優也が先発陣の主力に成長していたことを背景に、クローザーへ専念することを決意した。在学中の投手陣には、斎藤や福井に加えて、2学年先輩の須田幸太や1学年先輩の松下建太がいた。
東京六大学野球のリーグ戦では、通算60試合の登板で、10勝4敗、防御率1.63、217奪三振を記録。大学日本代表の一員として参加した3年時のU-26 NPB選抜 対 大学日本代表では、1イニングだけの登板ながら、広島東洋カープからNPB選抜に参加していた天谷宗一郎などから2つの三振を奪った。さらに、4年時の夏にも、大学日本代表として世界大学野球選手権大会に出場。アメリカ代表との準決勝で中軸打者から3者連続三振を奪ったことで、「速球ならMLBでも通用する」と自負するに至った。
2010年のNPBドラフト会議では、斎藤、福井、澤村拓一（中央大学）などと共に1巡目の指名候補に挙げられていた。実際には、広島東洋カープ、横浜ベイスターズ、東北楽天ゴールデンイーグルス、オリックス・バファローズ、阪神タイガース、埼玉西武ライオンズから1位指名を受け、抽選を経て西武が交渉権を獲得。後に、契約金1億円に出来高分の5000万円、年俸1500万円（金額は推定）という条件で西武に入団した。背番号は15。

### 西武時代
2011年は、投手出身の渡辺久信監督の意向で、春季キャンプから先発要員として調整。しかし、大学時代に最速で155km/hを計測したストレートが、オープン戦では140km/h台前半にとどまった。前年にクローザーを務めたブライアン・シコースキーが、オープン戦期間中の3月11日に発災した東日本大震災の影響で一時的に帰国したことから、救援要員として公式戦を一軍でスタート。しかし、4月15日の練習中に右肩の痛みを訴えたため、登板機会のないまま登録を抹消された。7月21日にはフレッシュオールスターゲーム（富山アルペンスタジアム）でもイースタン・リーグ選抜の投手として試合を締めくくったものの、抹消後は一軍への復帰に至らず、右肩の痛みは翌2012年以降も付いて回った。二軍では15試合に登板し6勝4敗、防御率は2.25だった。
2012年は、公式戦の開幕を二軍で迎えたものの、5月5日の対千葉ロッテマリーンズ戦で一軍公式戦へデビュー。7月8日の対東北楽天ゴールデンイーグルス戦（いずれも西武ドーム）で初勝利を挙げるなど、一軍公式戦24試合の登板で、1勝1敗1ホールド、防御率2.75を記録した。
2013年は、前年にクローザーを務めた涌井秀章の先発復帰を背景に、一軍公式戦の開幕当初にクローザーへ起用。4月4日の対福岡ソフトバンクホークス戦（西武ドーム）で一軍公式戦初セーブを挙げたものの、以降の登板試合では投球内容が安定せず、広島から移籍したデニス・サファテにクローザーの座を奪われた。さらに、8月22日の対ロッテ戦（QVCマリンフィールド）3回裏の途中から小石博孝の後を受けて登板したところ、井口資仁と鈴木大地に満塁本塁打を打たれた。1人の投手が1イニングに2本の満塁本塁打を許した事例は日本プロ野球（NPB）の一軍公式戦史上4人目だが、小石が満塁のピンチを迎えた局面から登板したため、大石には失点・自責点とも5が記録された。一軍公式戦全体では37試合の登板で、8セーブと2ホールドを挙げたが、0勝5敗、防御率6.38と不振。サファテがクローザーを務めてからは敗戦処理での起用が中心で、シーズン終盤にクローザーへ復帰してからも調子が上がらなかったため、渡辺は涌井をクローザーへ再び回さざるを得なかった。
2014年は、右肩痛が再発。その影響で一軍公式戦での登板機会はなく、イースタン・リーグ公式戦でも、6試合の登板で0勝1敗、防御率4.90という成績にとどまった。夏場には首脳陣から野手への転向を打診されたが、「今後も投手に専念したい」として打診を固辞したため、シーズン終了後には投手として契約を更改している。
2015年は、一軍公式戦3試合に登板。通算の投球イニングは3回1/3ながら、自責点0でシーズンを終えた。
2016年は、一軍公式戦31試合に登板。通算の投球イニングは31回2/3で、失点・自責点とも6、防御率を1.71にとどめた。8月31日の対福岡ソフトバンクホークス戦（西武プリンスドーム）では、1点ビハインドの9回表に登板。1イニング3暴投（NPB一軍公式戦での1試合最多タイ記録）などで1点を失ったが、その裏にチームが逆転サヨナラ勝利を収めたため、一軍公式戦では4年ぶりの勝利が記録された。
2017年は、一軍公式戦20試合に登板。通算の投球イニングは19回1/3ながら、防御率0.93、2勝4ホールドという好成績を残した。
2018年は、春季キャンプ前の1月5日に、沖縄県出身の女性と結婚した。一軍公式戦では10試合に登板。1勝と2ホールドを記録したが、防御率は7.00にまで達した。
2019年は、一軍公式戦2試合に登板しただけで、レギュラーシーズン終了後の10月3日に球団から戦力外通告を受けたことを機に、現役を引退することを明言した。10月29日付で、NPBから任意引退選手として公示。

### 現役引退後
西武の球団本部統括部ファーム・育成グループスタッフに就任。2020年には、研修を目的に業務提携先のMLBニューヨーク・メッツへ派遣されたうえで、傘下球団のセントルーシー・メッツで投手コーチを務めた。当初はシーズンを通じてメッツに帯同することを予定していたが、新型コロナウイルスへの感染が世界規模で拡大している影響で、3月17日に日本へ帰国。帰国を機に西武球団のファーム・育成グループへ復帰すると、三軍・育成選手の指導やデータ分析を担当した。
2020年11月11日、二軍投手コーチへの就任が発表された。背番号は95。その後、2022年まで同職を、2023年はファーム投手コーチを務め、2024年からはファーム投手総合コーチを担当した。2025年からは一軍投手コーチに配置転換された。

## 選手としての特徴
オーバースローから平均球速約141km/h、プロ入り後の最速149km/hのストレートと縦のスライダー、フォークボール、フォークボールの握りから投げるチェンジアップを投げる。カーブも投げることが出来るが、大学時代は4～5球しか投げなかったという。
先発投手としては、高校時代から「試合のどこかで必ず捕まってしまう脆さがある」「試合の途中でなぜか崩れる」と評価されていた。その傾向は大学時代でも見られたため、大学3年生からは救援投手に転向し最速155km/hのストレートを武器に活躍した。
ストレートについては、藤川球児が引き合いに出されるほどの伸びが大学時代に見られたほか、「速すぎて見えない」と言われていた。3年時の東京六大学野球春季リーグ戦では、立教大学との対戦中に154km/hを記録。明治神宮野球場で計測された球速の最速タイ記録（当時）を達成した。ちなみに、東京六大学野球で対戦していた明治大学硬式野球部では、「バズーカ」と呼ばれるピッチングマシンを打撃練習に活用。選手は、「バズーカ」から繰り出される160 - 170km/hの剛速球で目を慣らすことで、大石との対戦に備えていたという。しかし、4年時の春季リーグ戦で対戦した際には、自己最速の155km/hを計測している。
西武1年目（2011年）の春季キャンプでも、ブルペンで大石の投球を受けた達川光男（野球解説者）から、「（広島の捕手時代にバッテリーを組んでいた）津田恒実を彷彿させる」と評価されていた。その年の4月に右肩を痛めてからは、球速が140km/h台に落ち込んだものの、大学時代に続いて速球で空振りを奪うスタイルを維持。当時の投手コーチだった土肥義弘は、「速くなくても球筋が独特なので、打者を詰まらせることができる」と評価されていた。右肩痛の原因は不明で、セカンドオピニオンを受けても右肩に異常は見られなかったが、実際にはボールを投げるたび右肩の内部に痛みが走るほどにまで症状が悪化。現役時代の後半には、「自分の野球人生だから仕方がない」と割り切ったうえで、「キャッチボールの時点で右肩が痛くても、『痛くない』と思って試合で投げていたらあまり気にならなくなった」という。
学生時代には、野手としても非凡な才能を発揮していた。外野を守っていた高校時代には、監督から「チームの歴代の外野手では最も上手」というお墨付きを得ていた。大学でも、当時監督を務めていた應武から「（OBの）鳥谷敬以上の遊撃手になれる」と評価。このような評価を背景に、西武の投手として右肩痛に悩まされていた2014年には、野手転向の打診を受けていた。

## 人物
性格は「ピッチャーというよりもキャッチャータイプ」と言われており、中学時代から大学時代にかけて指導した監督は皆「主張が足りない。いい子すぎる」と共通の見解を示している。
性格については、大学時代のチームメイトだった福井から「適当」と評されている。あまり考えすぎないタイプだという。また、「他のスポーツやらせても、何でも出来る」と評されている。
早稲田大学時代に福井と同じく投手陣を支えた斎藤からは、西武で現役を引退した直後に「大学で出会っていなかったら、（卒業してから）そのままプロ（NPB）へ行けたか分からない」と述懐するほど大きな影響を受けた。應武が遊撃手としての起用を想定していた入学前の練習中に故障したことで、投手陣とのランニングを余儀なくされたことをきっかけに、斎藤の変化球の投げ方を参考にしながら、ストレートのレベルアップを図った。福井に対しては、入学直後のオープン戦で150km/h台のストレートで立て続けに三振を奪うシーンをスピードガンの計測係として目撃したことから、「ストレートの威力では太刀打ちできない」と悟ったという。ちなみに、4年時（2010年）の秋に迎えたNPBドラフト会議では、大石・斎藤・福井とも別々の球団からドラフト1巡目で指名。斎藤は大石と同じく、パシフィック・リーグの球団（北海道日本ハムファイターズ）へ入団した。セントラル・リーグの広島へ入団していた福井も、大石の現役最終年（2019年）に楽天へ移籍したため、同年のみ3人ともパシフィック・リーグやイースタン・リーグでのプレーを経験している。

## 詳細情報

### 年度別投手成績
| 年 度     | 球 団     | 登 板 | 先 発 | 完 投 | 完 封 | 無 四 球 | 勝 利 | 敗 戦 | セ 丨 ブ | ホ 丨 ル ド | 勝 率 | 打 者 | 投 球 回 | 被 安 打 | 被 本 塁 打 | 与 四 球 | 敬 遠 | 与 死 球 | 奪 三 振 | 暴 投 | ボ 丨 ク | 失 点 | 自 責 点 | 防 御 率 | W H I P |
| --------- | --------- | ----- | ----- | ----- | ----- | -------- | ----- | ----- | -------- | ----------- | ----- | ----- | -------- | -------- | ----------- | -------- | ----- | -------- | -------- | ----- | -------- | ----- | -------- | -------- | ------- |
| 2012      | 西武      | 24    | 0     | 0     | 0     | 0        | 1     | 1     | 0        | 1           | .500  | 160   | 36.0     | 39       | 2           | 12       | 0     | 4        | 24       | 3     | 0        | 15    | 11       | 2.75     | 1.42    |
| 2013      | 西武      | 37    | 0     | 0     | 0     | 0        | 0     | 5     | 8        | 2           | .000  | 166   | 36.2     | 43       | 7           | 12       | 2     | 1        | 44       | 1     | 0        | 28    | 26       | 6.38     | 1.50    |
| 2015      | 西武      | 3     | 0     | 0     | 0     | 0        | 0     | 0     | 0        | 0           | .000  | 13    | 3.1      | 3        | 0           | 1        | 0     | 0        | 3        | 0     | 0        | 0     | 0        | 0.00     | 1.20    |
| 2016      | 西武      | 36    | 0     | 0     | 0     | 0        | 1     | 0     | 0        | 3           | 1.000 | 126   | 31.2     | 18       | 2           | 16       | 0     | 0        | 36       | 4     | 0        | 6     | 6        | 1.71     | 1.07    |
| 2017      | 西武      | 20    | 0     | 0     | 0     | 0        | 2     | 0     | 0        | 4           | 1.000 | 77    | 19.1     | 10       | 0           | 11       | 1     | 1        | 17       | 1     | 0        | 2     | 2        | 0.93     | 1.09    |
| 2018      | 西武      | 10    | 0     | 0     | 0     | 0        | 1     | 0     | 0        | 2           | 1.000 | 43    | 9.0      | 12       | 2           | 4        | 0     | 1        | 7        | 2     | 0        | 8     | 7        | 7.00     | 1.78    |
| 2019      | 西武      | 2     | 0     | 0     | 0     | 0        | 0     | 0     | 0        | 0           | .000  | 11    | 2.1      | 4        | 1           | 0        | 0     | 0        | 5        | 0     | 0        | 4     | 4        | 15.43    | 1.71    |
| 通算：7年 | 通算：7年 | 132   | 0     | 0     | 0     | 0        | 5     | 6     | 8        | 12          | .455  | 596   | 138.1    | 129      | 14          | 56       | 3     | 7        | 136      | 11    | 0        | 63    | 56       | 3.64     | 1.34    |

### 年度別守備成績
| 年 度 | 球 団 | 投手  | 投手  | 投手  | 投手  | 投手  | 投手     |
| 年 度 | 球 団 | 試 合 | 刺 殺 | 補 殺 | 失 策 | 併 殺 | 守 備 率 |
| ----- | ----- | ----- | ----- | ----- | ----- | ----- | -------- |
| 2012  | 西武  | 24    | 2     | 6     | 0     | 0     | 1.000    |
| 2013  | 西武  | 37    | 2     | 5     | 0     | 0     | 1.000    |
| 2015  | 西武  | 3     | 1     | 0     | 0     | 0     | 1.000    |
| 2016  | 西武  | 36    | 1     | 3     | 0     | 0     | 1.000    |
| 2017  | 西武  | 20    | 2     | 6     | 0     | 1     | 1.000    |
| 2018  | 西武  | 10    | 2     | 2     | 1     | 1     | .800     |
| 2019  | 西武  | 2     | 0     | 0     | 0     | 0     | ----     |
| 通算  | 通算  | 132   | 10    | 22    | 1     | 2     | .970     |

### 記録
初記録
- 初登板：2012年5月5日、対千葉ロッテマリーンズ6回戦（西武ドーム）、8回表に3番手で救援登板・完了、2回無失点
- 初奪三振：2012年5月10日、対東北楽天ゴールデンイーグルス7回戦（日本製紙クリネックススタジアム宮城）、4回裏に聖澤諒から空振り三振
- 初勝利：2012年7月8日、対東北楽天ゴールデンイーグルス10回戦（西武ドーム）、5回表に2番手で救援登板、1回2/3無失点
- 初ホールド：2012年7月28日、対東北楽天ゴールデンイーグルス12回戦（日本製紙クリネックススタジアム宮城）、5回裏二死に2番手で救援登板、1回無失点
- 初セーブ：2013年4月4日、対福岡ソフトバンクホークス3回戦（西武ドーム）、9回表に5番手で救援登板・完了、1回無失点

その他の記録
- 1イニング被満塁本塁打2本：2013年8月22日、対千葉ロッテマリーンズ16回戦（QVCマリンフィールド）、3回裏に井口資仁・鈴木大地から ※プロ野球史上4人目[43]
- 1イニング3暴投：2016年8月31日、対福岡ソフトバンクホークス19回戦（西武プリンスドーム）、9回表に記録 ※プロ野球史上14人目、パ・リーグ史上8人目

### 背番号
- 15（2011年[6] - 2019年）
- 95（2021年[28] - ）

### 登場曲
- 「U」JAY'ED